# عبدالخالق الجنبی
عبدالخالق جنبی(عبدالخالق جنابی) پژوهشگر تاریخ و باستان‌شناسی در عربستان سعودی و متولد ۱۹۶۵ است.
وی دارای مقاله‌ها و کتابهای چاپ شده متعددی است و در خصوص مسائل تاریخی و فرهنگی با شبکه‌های رادیویی و تلویزیونی مصاحبه‌هایی دارد.

## کارها
1. شرح دیوان ابن مقرب
2. هجر و ده کوره‌های سه‌گانه آن: دهستان مشقر وصفا وشبعان و رود آن.
3. جنایات مؤسسة جائزة عبد العزیز سعود برای ابتکارات شعری بر دیوان ابن مقرب
4. جِرّه: جره شهری تجاری و مشهور در قدیم
5. قبر الآجام.

## شرحابن مقرب
شرح دیوان ابن مقرب (عبد الخالق الجنبی، وعبد غنی عرفات، وعلی بیک) بر اساس نسخه‌ای از آستان قدس رضوی بعد از دسترسی به یک نسخه در کتابخانه آستان قدس رضوی در مشهد (شمال إیران) در سال ۱۹۹۹، دیوان مذکور شرح و تفسیر و چاپ شد.

## هجرو روستاهای سه‌گانه‌اش
این کتاب میوه سال‌ها پژوهش میدانی توسط الجنبی است.

## جرهاء/ جِرّه
شهر «جِرَّه» العُقَیْر، وثَاْج، والقَطِیْف، والقُرَیّة، والأَحْسَاء، بر اساس تاریخ‌نگار یونانی هیرودوت در هگر/ هجر.

## قبر الآجام
قبر کشف شده مشهور آجام /آگام

## دیدگاه عبد الخالق الجنبی پیرامون نام خلیج فارس
عبدالخالق الجنبی پژوهشگر و استاد دانشگاه در عربستان سعودی:
نام خلیج فارس از طریق آثار مکتوب از دوره اسکندر مقدونی به مارسیده و حتی مورخان عرب هم همین نام را بکار برده‌اند و در معاهدات حکام خلیج با بریتانیا نیز همین نام بکار رفته و تا زمان جمال عبدالناصر تغییری در نام خلیج فارس بکار نرفته کما اینکه خود ناصر هم در ابتدا می‌گفت: «نحن أمة واحدة من المحیط الأطلسی إلی الخلیج الفارسی». اما اینکه بعضی ادعا کرده‌اند که پلینی و رومی‌ها خلیج عربی بکار برده‌اند ابداً صحت ندارد. (أمّا ما یحکی عن أن الرومان أطلقوا علی‌هذا الخلیج اسم «الخلیج العربی» فهو عار عن الصحة) خلیج عربی نامی است که رومی‌ها به دریای سرخ داده‌اند.

## کتاب‌ها
- آبادی‌های القطیف والأحساء تاریخ آن‌ها و نام‌های آنها
- جواثی تاریخ پایداری.

## مقاله‌ها
پژوهش‌های او در مجله‌های زیر چاپ شده‌است.
1. مجلة الوثیقة البحرینیة
2. روزنامه الجزیرة السعودیة
3. روزنامه الوطن السعودیة
4. روزنامه الریاض السعودیة
5. روزنامه الیوم السعودیة